# Pseudarthria
Genre
Pseudarthria est un genre de plantes à fleurs dicotylédones de la famille des Fabaceae, sous-famille des Faboideae, originaire d'Afrique et d'Asie, qui comprend six espèces acceptées.

## Liste d'espèces
Selon The Plant List (26 novembre 2018) :
- Pseudarthria confertiflora (A.Rich.) Baker
- Pseudarthria crenata Hiern
- Pseudarthria fagifolia Baker
- Pseudarthria hookeri Wight & Arn.
- Pseudarthria macrophylla Baker
- Pseudarthria viscida (L.) Wight & Arn.